# Black Hills National Forest
Der Black Hills National Forest befindet sich im südwestlichen South Dakota und im nordöstlichen Wyoming. Der Nationalforst hat eine Fläche von 5066 km² und ist unter der Leitung der Organisation Forest Service. Der Wald weist überwiegend Ponderosa-Kiefer, aber auch harte Hölzer wie Aspen oder Birken auf. Im Wald befindet sich der Black Elk Peak, der höchste Berg und der höchste Gipfel östlich der Rocky Mountains in den Vereinigten Staaten.

## Berge des Nationalparks

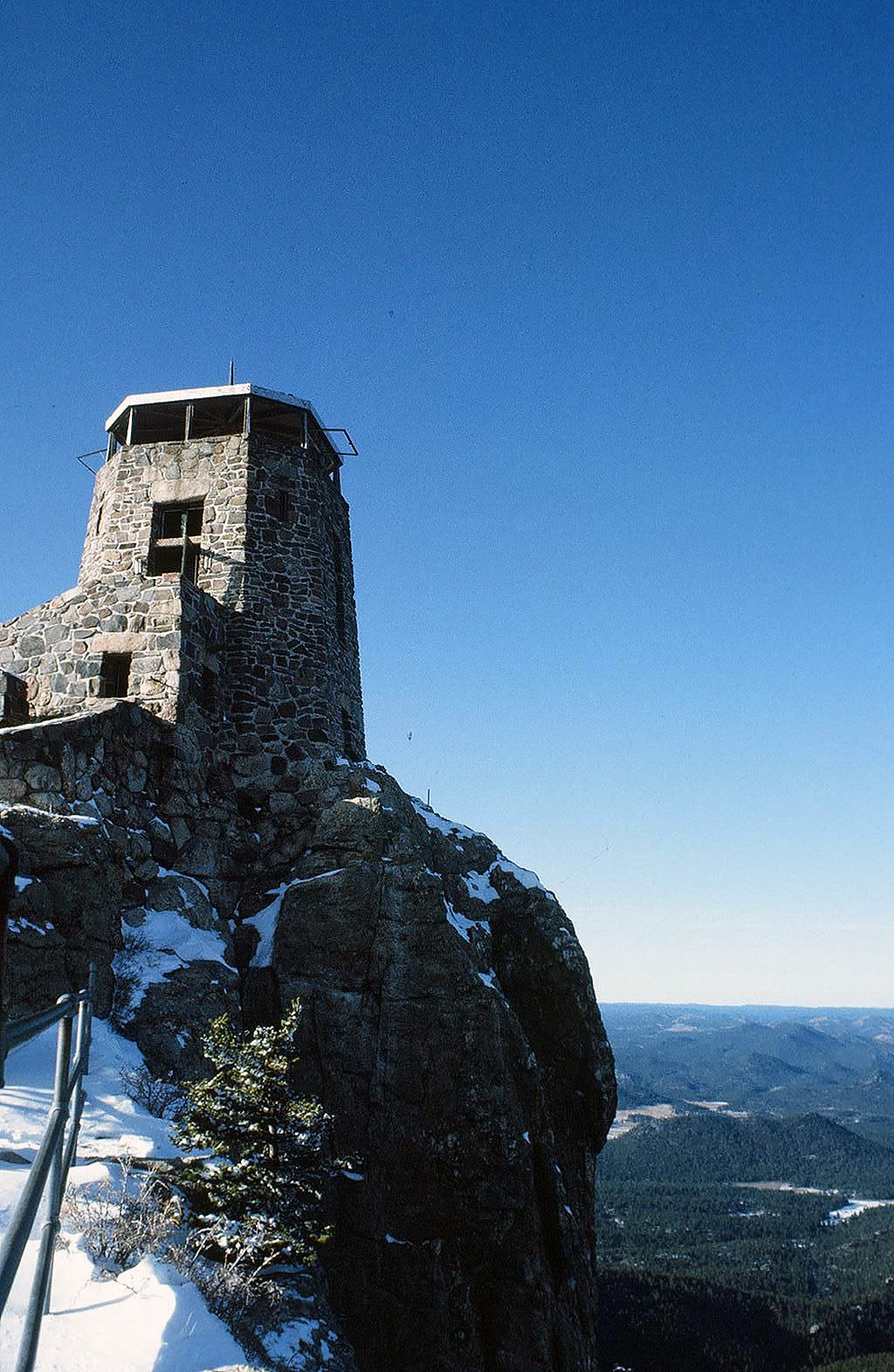
Black Elk Peak (bis 2016 Harney Peak)

Die Black Hills sind die ältesten Berge Nordamerikas. Sie verlaufen in den nördlichen Great Plains über einen Raum von 160 km von Norden nach Süden und etwa 80 km von Westen nach Osten mit Erhebungen von 1000 bis 2200 m Höhe. Der höchste Gipfel ist der 2207 m hohe Black Elk Peak. Die Lakota-Sioux nannten die Berge wegen ihrer dunklen Kiefernwälder „Paha Sapa“, die „Schwarzen Berge“. Noch bevor die Weißen kamen, verehrten sie die Black Hills als Heiligtum, da sie hier den Ursprung ihres Volkes sahen.

## Geographie
Anteil an dem Gebiet haben die sieben Counties Pennington, Custer, Lawrence, Fall River, Meade in South Dakota sowie Crook und Weston in Wyoming. Ein Siebtel der Waldfläche liegt in Wyoming. Der Verwaltung des Black Hills National Forests befindet sich in Custer, South Dakota. Die Peter Norbeck National Scenic Byway geht durch den Wald in der Nähe des Mount Rushmore und zusammen mit dem Spearfish Canyon National Forest Scenic Byway werden zwei Rundfahrten auf dem Lande geboten.

## Flora und Fauna
Neben der Ponderosa-Kiefer ist die häufigste Baumart im Wald die Fichte. Elk, Maultierhirsch, Gabelbock und Weißwedelhirsch werden häufig gesehen. Berglöwen nehmen dramatisch zu als Ergebnis der riesigen Herden von Hirschen und Elchen. Kojoten, Dickhornschafe und Schneeziegen werden auch häufig gesehen. Weißkopfseeadler, Falken, Fischadler, Wanderfalke und weitere 200 Vogelarten können im Wald beobachtet werden, vor allem entlang von Bächen und an Quellen.

## Sport
Es gibt insgesamt 30 Campingplätze und elf Stauseen, die zum Sportfischen geeignet sind. Es gibt 750 Kilometer Wanderwege und einen Zugang zum Gipfel des Harney Peak. Mit über 8000 Kilometern Waldstraße ist der Black Hills National Forest auch ein Paradies für motorisierte Reisen.